# Je sais pas (série télévisée)
Pour les articles homonymes, voir Je sais pas.
Production
Diffusion
Je sais pas est une série télévisée franco-belge réalisée par Fred Grivois d'après un scénario d'Olivier Prieur et diffusée en Belgique à partir du 22 juin 2025 sur La Une.
Ce thriller, inspiré du roman Je sais pas de l'autrice belge Barbara Abel paru en 2016 aux éditions Belfond, est une production de Troisième Oeil Story / Mediawan, Be-FILMS et la RTBF (télévision belge).

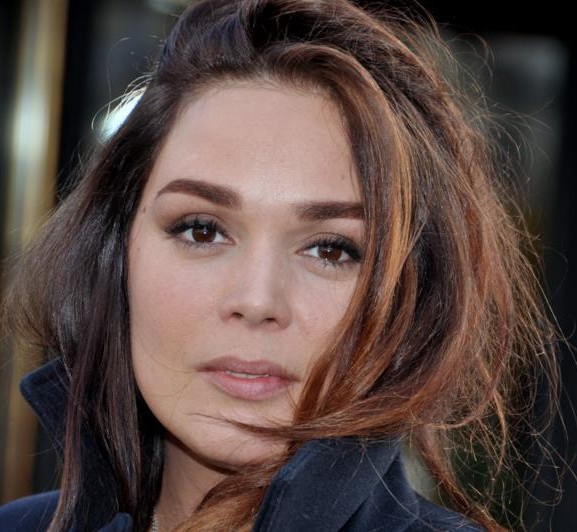
Lola Dewaere.

## Synopsis
Lors d'une sortie scolaire en forêt, la petite Emma et son institutrice Jade disparaissent. La Gendarmerie lance les recherches mais la petite Emma réapparaît assez vite avec, à la jambe, un garot réalisé avec le foulard de son institutrice. Celle-ci par contre ne réapparait pas et, à toutes les questions de ses parents et des gendarmes, la petite fille de 6 ans répond invariablement « Je sais pas ».
Mais il est urgent de retrouver Jade car elle est diabétique.
Emma est suspectée par les enfants et les habitants du village, et même par sa propre mère qui découvre qu'Emma cache le téléphone de Jade sous son lit.

## Distribution
- Lola Dewaere : Camille Valin-Dercourt
- David Kammenos : Fabien Dercourt
- Élodie Batard Gaultier : Emma, la fille de Camille et Fabien
- Selma Kouchy : Nora, amie de Camille et Fabien
- Hubert Delattre : Yvan Yakovski, le père de Jade
- Michaël Abiteboul : capitaine Adrien Dekkard, de la SR de Bordeaux
- Maïlys Fiston : chef Odile Vermeulen, de la gendarmerie
- Delphine Chuillot : Isabelle, directrice de l'école
- Alysson Paradis : Madeleine, présidente des parents d'élèves de l'école
- Caroline Godard : Céline, institutrice
- Loïc Bouadla : adjudant Moussa

## Production

### Genèse et développement
Ce thriller, inspiré du roman Je sais pas de l'autrice belge Barbara Abel paru en 2016 aux éditions Belfond, est une production de Troisième Oeil Story / Mediawan, Be-FILMS et la RTBF (télévision belge), réalisée pour France 2 avec la participation de France Télévisions, de TV5 Monde et du Centre national du cinéma et de l'image animée ainsi que le soutien du département de la Charente et de la région Nouvelle-Aquitaine,,,,,,.
La série est créée et écrite par Olivier Prieur et réalisée par Fred Grivois,,,,.
C'est l'actrice Lola Dewaere qui a appuyé la candidature du réalisateur Fred Grivois : « Je l'avais remarqué sur Machine, une série qu'il avait faite pour Arte, j'avais vachement aimé, je trouvais que son travail était très singulier. Quand on m'a proposé Je sais pas, et qu'on était à la recherche d'un réalisateur, j'ai appuyé très fort pour qu'on le choisisse, j'adore son style, très singulier, très particulier. ».

### Attribution des rôles
Le premier rôle est tenu par Lola Dewaere, qui ne tarit pas d'éloges sur Élodie Batard Gaultier, qui joue la petite Emma : « Je l'ai trouvée extraordinaire. Elle est incroyable, elle n'avait jamais tourné, c'était sa première fois. C'est une gosse qui est hyper intelligente, brillante même. Elle a tout de suite compris comment ça fonctionnait, c'est déjà un super truc pour un comédien. Et en ce qui concerne son rôle, on dirait une espèce de jeune adulte dans un corps de petite fille. Elle a une dimension, même dans le regard, la façon dont elle répond à sa mère, la façon dont elle joue, elle a un truc de très adulte, dans le regard très dur. On dirait une petite fille qui a vécu 90 ans alors qu'elle n'a que 6 ans. ».

### Tournage
Le tournage de la série a lieu du 28 octobre 2024 au 8 janvier 2025 à Angoulême et dans ses environs, dans le département français de la Charente en région Nouvelle-Aquitaine,,,.

### Fiche technique
Sauf indication contraire, les informations mentionnées dans cette section peuvent être confirmées par la base de données cinématographiques Allociné,  présente dans la section « Liens externes ».
- Titre français : Je sais pas
- Genre : Thriller[1],[12]
- Production : Sébastien Charbit et Sidonie Cohen De Lara[5]
- Sociétés de production : Troisième Oeil Story / Mediawan, Be-FILMS et la RTBF (télévision belge)[1],[2],[4],[5]
- Réalisation : Fred Grivois[3],[4],[11],[5],[8],[6],[9]
- Scénario : Olivier Prieur[3],[4],[5],[8],[9]
- Musique : Thomas Cappeau
- Décors : Pierre Pell
- Costumes : Sandrine Bernard
- Photographie : Paul Morin
- Son : Stéphane Roché
- Montage : Esther Lowe, Simon Birman
- Maquillage : Isabelle Fauvin
- Pays de production :  France /  Belgique
- Langue originale : français
- Format : couleur
- Nombre de saisons : 1
- Nombre d'épisodes[3],[4],[5] : 4
- Durée : 52 minutes[3],[4],[5]
- Dates de première diffusion :
  - Belgique : 22 juin 2025 sur La Une[1],[10],[12],[7],[9]

## Accueil

### Audiences et diffusion

#### En Belgique
En Belgique, la série est diffusée le dimanche à 20 h 15 sur La Une par groupe de deux épisodes les 22 et 29 juin 2025,,,,.
| Épisode              | Diffusion             | Diffusion            | Audience moyenne          | Audience moyenne | Réf.   |
| Épisode              | Jour                  | Horaire              | Nombre de téléspectateurs | Classement       | Réf.   |
| -------------------- | --------------------- | -------------------- | ------------------------- | ---------------- | ------ |
| 1                    | Dimanche 22 juin 2025 | 20 h 15 - 21 h 15    | 298 813                   | 1er              | [ 13 ] |
| 2                    | Dimanche 22 juin 2025 | 21 h 15 - 22 h 15    | 298 813                   | 1er              | [ 13 ] |
| 3                    | Dimanche 29 juin 2025 | 20 h 15 - 21 h 15    | 255 747                   | 1er              | [ 14 ] |
| 4                    | Dimanche 29 juin 2025 | 21 h 15 - 22 h 15    | 255 747                   | 1er              | [ 14 ] |
|                      |                       |                      |                           |                  |        |
| Moyenne de la saison | Moyenne de la saison  | Moyenne de la saison | 277 280                   |                  |        |

- Les plus hauts chiffres d'audience
- Les plus bas chiffres d'audience

### Accueil critique
Pour Noémie Jadoulle, de la RTBF, « Ponctuée de jumpscares, de regards qui en disent long et de rebondissements inattendus, Je sais pas intrigue et tient en haleine jusqu'au bout. La reine du polar belge a encore frappé. »,.